# Toyota Verblitz
Toyota Verblitz es un equipo de rugby japonés de la Japan Rugby League One. Verblitz es una palabra compuesta de verde (que en italiano, español y portugués significa 'verde') y blitz (que en alemán significa 'relámpago'). El equipo es propiedad de Toyota Motor Corporation y no debe confundirse con el equipo de rugby Toyota Industries Shuttles, propiedad de Toyota Industries. Comparte el Estadio Toyota en la ciudad de Toyota, Aichi, con el club de fútbol Nagoya Grampus, que también era propiedad de Toyota Motors.

## Descripción del equipo
Ingresó a la Top League en 2004. El logotipo del equipo representa la  Fujin y un rayo, simbolizando el concepto del equipo de "los niños del mundo del rugby".
Durante su tiempo con Toyota Motor Corporation, ganó el Campeonato de Japón tres veces y el Campeonato Nacional de rugby sénior cinco veces, y ha producido más de 60 jugadores en el equipo nacional japonés.
El campo de práctica es el Toyota Sports Center (ciudad de Toyota, prefectura de Aichi), que también es la base del equipo. Los partidos en casa se llevarán a cabo en el estadio Toyota (ciudad de Toyota, prefectura de Aichi) y en el estadio Nagaragawa del centro conmemorativo de Gifu (ciudad de Gifu, prefectura de Gifu).

## Historia
Establecido en 1941 como Toyota Motor Co., Ltd. Rugby Club (conocido como Toyota Motor Co., Ltd.).
En julio de 1982, debido a la fusión de la empresa matriz, se cambió el nombre a Toyota Motors Rugby Club (conocido como Toyota Motors).
Al ingresar a la liga superior en 2004, se convirtió en Toyota Motor Corporation Verblitz. Cuando formaba parte del Toyota Motor Rugby Club antes de llamarse Verblitz, llevaba una marca en el pecho que recordaba el emblema del turismo de lujo de la compañía, el Crown.
Participó por primera vez en el Concurso Nacional de rugby sénior en 1949 (segundo concurso). Al año siguiente, en 1950, avanzaron a la final, pero perdieron ante Yawata Steel y terminaron subcampeones. Desde entonces, han avanzado a la final varias veces, pero no pudieron ganar el campeonato, pero en el torneo número 21 en 1968, que fue la quinta vez que avanzaron a la final, derrotaron a Yawata Steel y lograron su tan esperada primera victoria.
En el Torneo Nacional de rugby sénior, desde la primera aparición hasta el último torneo en 2002, 55 veces en total, el equipo participó 50 veces, solo superado por Kintetsu. Tiene un récord de 5 campeonatos (quinto de todos los tiempos), 10 subcampeonatos (primero de todos los tiempos), 143 juegos en total (primero de todos los tiempos) y 94 victorias (primero de todos los tiempos).
Se unió a la liga sénior de Kansai en 1966. Logró su primera victoria en 1970. De 1976 a 1983 ganaron ocho campeonatos consecutivos. Permanecieron en Primera División desde su primer año de membresía hasta su último año en la liga (2002), ganando 15 veces, solo superado por Kintetsu.
Sin embargo, en la temporada 2002-03, en la que aspiraban a participar por primera vez en la Top League (2003), terminaron 4.º en la Kansai Adult League, y sufrieron tres derrotas consecutivas en el Grupo C del Torneo Nacional de Adultos. En la temporada 2003-04 pertenecieron a la Top West, que es una liga inferior de la Top League, pero ganaron allí, y en la siguiente Top League Challenge Series ganaron dos partidos consecutivos contra los equipos ganadores de la Top East. 10 y Top Kyushu. Decidió ascender a la máxima categoría en un año y participó en la temporada 2004-05.
El 16 de julio de 2021, fueron asignados a la primera división de la nueva liga Japan Rugby League One y se convirtieron en el "Toyota Verblitz". 

## Palmarés

### Torneo nacional
- Ganador del Campeonato de Japón: 3 veces (1968, 1977, 1986)
- Ganador de la liga sénior: 5 veces (1968, 1977, 1985, 1986, 1998)
- Campeonato nacional: 8 veces (1964, 1966, 1969, 1975, 1985, 1991, 1992, 1993)

### Liga Superior
- Campeonato de la liga sénior de Kansai: 15 veces (1970, 1976, 1977 , 1978 , 1979, 1980, 1981, 1982, 1983 , 1985, 1987, 1995, 1998, 1999, 2000)

### Liga Inferior
- Campeonato Top West A: 1 vez (2003)

### Copa de Japón
- Campeonato de la Copa de la Liga Superior: 1 vez (2018)

### Torneos de rugby 7
- Campeonato de Japón de Seven: 2 veces (2002, 2003)
- YC&AC JAPAN SEVENS Ganador: 5 veces (1986, 1987, 1999, 2002, 2004)